# Coupe de France masculine de handball 2001-2002
Navigation
Coupe de France 2000-2001 Coupe de France 2002-2003
La Coupe de France 2001-2002 est la 20e édition de la Coupe de France masculine de handball, la finale se déroulant le 29 juin 2002 au Palais des sports Robert-Oubron de Créteil
Le Montpellier Handball remporte sa quatrième coupe de France de suite en disposant en finale du Stade olympique de Chambéry.

## Tableau final

### Troisième tour
| Date         | Équipe 1                           | Score | Équipe 2                            |
| ------------ | ---------------------------------- | ----- | ----------------------------------- |
| février 2002 | FC Mulhouse                        | 27-32 | Stade Messin ÉC (D2)                |
| février 2002 | Grenoble-Saint-Martin-d'Hères GUC  | 30-34 | ES Besançon (D2)                    |
| février 2002 | Hazebrouck HB 71                   | 17-19 | AS Saint-Mandé (N1)                 |
| février 2002 | CSM Soultz-Bollwiller-Guebwiller   | 22-34 | ASCA Wittelsheim (D2)               |
| février 2002 | Carabiniers de Billy-Montigny (N2) | 28-26 | HBC Conflans                        |
| février 2002 | Hand Sedan Ardennes                | 27-29 | Villemomble Handball (D2)           |
| février 2002 | Porte-Normande (N2)                | 31-27 | Massy Essonne Handball              |
| février 2002 | Lormont Handball                   | 30-33 | Torcy Marne-la-Vallée (N2)          |
| février 2002 | Real Villepinte Vert Galant (D2)   | 28-23 | OC Cesson                           |
| février 2002 | Aunis HB La Rochelle-Périgny       | 19-33 | HBC Nantes (N1)                     |
| février 2002 | Loudun Hb Haut Poitou              | 19-39 | UMS Pontault-Combault (D2)          |
| février 2002 | ASB Rezé                           | 13-24 | HBC Villeneuve d'Ascq (D2)          |
| février 2002 | MJC Vaulx-En-Velin                 | 21-29 | Valence Handball (N1)               |
| février 2002 | CPB Rennes                         | 26-31 | USM Saran (N2)                      |
| février 2002 | Villeurbanne HBA                   | 21-24 | HBC Villefranche-en-Beaujolais (D2) |
| février 2002 | ROC Aveyron Handball (N1)          | 29-28 | Billère Handball (?)                |
| février 2002 | AS Monaco                          | 20-25 | GFCO Ajaccio (D2)                   |

### Seizièmes de finale
Ce tour marque l'entrée en lice des clubs de Division 1 :
| Date          | Équipe 1                            | Score   | Équipe 2                         |
| ------------- | ----------------------------------- | ------- | -------------------------------- |
| 13 avril 2002 | AS Saint-Mandé (N1)                 | 27 - 26 | Angers Noyant Handball (D1)      |
| 13 avril 2002 | GFCO Ajaccio (D2)                   | 34 - 28 | Toulouse Handball (D1)           |
| 13 avril 2002 | HBC Villefranche-en-Beaujolais (D2) | 19 - 29 | Montpellier Handball (D1)        |
| 13 avril 2002 | Istres Sports (D1)                  | 18 - 20 | USAM Nîmes Gard (D1)             |
| 13 avril 2002 | Torcy Marne-la-Vallée (N2)          | 24 - 23 | Livry-Gargan (D1)                |
| 13 avril 2002 | ES Besançon (D2)                    | 23 - 22 | SLUC Nancy (D1)                  |
| 13 avril 2002 | Stade Messin ÉC (D2)                | 26 - 22 | SC Sélestat (D1)                 |
| 13 avril 2002 | Carabiniers de Billy-Montigny (N2)  | 27 - 24 | Real Villepinte Vert Galant (D2) |
| 13 avril 2002 | ROC Aveyron Handball (N1)           | 22 - 24 | Valence Handball (N1)            |
| 13 avril 2002 | USM Saran (N2)                      | 26 - 25 | Bordeaux (D1)                    |
| 14 avril 2002 | Porte-Normande (N2)                 | 24 - 26 | US Dunkerque HB (D1)             |
| 14 avril 2002 | ASCA Wittelsheim (D2)               | 31 - 37 | SO Chambéry                      |
| 14 avril 2002 | US Créteil (D1)                     | 24 - 23 | US Ivry (D1)                     |
| 14 avril 2002 | HBC Nantes (N1)                     | 26 - 25 | UMS Pontault-Combault (D2)       |
| 14 avril 2002 | HBC Villeneuve d'Ascq (D2)          | 13 - 19 | AC Boulogne-Billancourt (D1)     |
| 14 avril 2002 | Villemomble Handball (D2)           | 27 - 29 | PSG-Asnières (D1)                |

### Huitièmes de finale
| Date        | Équipe 1                           | Score   | Équipe 2                |
| ----------- | ---------------------------------- | ------- | ----------------------- |
| 25 mai 2002 | ES Besançon (D2)                   | 27 - 31 | US Dunkerque HB         |
| 25 mai 2002 | USAM Nîmes Gard                    | 24 - 12 | AC Boulogne-Billancourt |
| 24 mai 2002 | GFCO Ajaccio (D2)                  | 23 - 24 | PSG-Asnières            |
| 26 mai 2002 | Carabiniers de Billy-Montigny (N2) | 25 - 21 | HBC Nantes (N1)         |
| 29 mai 2002 | SMEC Metz (D2)                     | 17 - 30 | Montpellier Handball    |
| 29 mai 2002 | Valence Handball (N1)              | 19 - 31 | SO Chambéry             |
| 29 mai 2002 | USM Saran (N2)                     | 26 - 27 | AS Saint-Mandé (N1)     |
| 29 mai 2002 | Torcy Marne-la-Vallée (N2)         | 25 - 26 | US Créteil              |

### Quarts de finale
| Date               | Équipe 1                           | Score     | Équipe 2        |
| ------------------ | ---------------------------------- | --------- | --------------- |
| 15 juin 2002       | Montpellier Handball               | 27 - 26ap | PSG-Asnières    |
| 14 ou 15 juin 2002 | Carabiniers de Billy-Montigny (N2) | 20 - 34   | SO Chambéry     |
| 14 ou 15 juin 2002 | AS Saint-Mandé (N1)                | 16 - 29   | USAM Nîmes Gard |
| 14 ou 15 juin 2002 | US Créteil                         | 31 - 24   | US Dunkerque HB |

### Demi-finales
| Date         | Équipe 1             | Score   | Équipe 2        |
| ------------ | -------------------- | ------- | --------------- |
| 22 juin 2002 | Montpellier Handball | 27 - 25 | US Créteil      |
| 22 juin 2002 | SO Chambéry          | 33 - 27 | USAM Nîmes Gard |

### Finale
La finale, qui aurait dû avoir lieu comme tous les ans au Stade Pierre-de-Coubertin à Paris s'est exceptionnellement tenue le samedi 29 juin au Palais des sports Robert-Oubron, Créteil, la Fédération française de handball ayant oublié de réserver la salle parisienne
| 29 juin 2002 20h00 | Montpellier Handball | 23 - 22              | SO Chambéry       | Palais des sports Robert-Oubron, Créteil Affluence : 2 000 Arbitrage : Gilles Bord et Olivier Buy |
| 29 juin 2002 20h00 | Jérôme Fernandez 9   | (14-12)              | Guillaume Gille 5 | Palais des sports Robert-Oubron, Créteil Affluence : 2 000 Arbitrage : Gilles Bord et Olivier Buy |
| 29 juin 2002 20h00 | ×4                   | Handzone Hand Action | ×6                | Palais des sports Robert-Oubron, Créteil Affluence : 2 000 Arbitrage : Gilles Bord et Olivier Buy |

Évolution du score
- 3-1 (5e), 6-4 (10e), 9-6 (15e), 12-8 (20e), 14-9 (25e), 14-12 (mi-temps)
- 15-14 (35e), 18-15 (40e), 18-16 (45e), 22-19 (50e), 22-21 (55e), 23-22 (fin du match).

| Montpellier Handball - Gardiens de but : - 1 Thierry Omeyer, 4/11 ou 5 arrêts en 23 min - 12 Bruno Martini, 7/21 ou 8 arrêts en 37 min - Joueurs : - 3 Didier Dinart, 0/0 - 4 Damien Kabengele, 0/1, - 5 Franck Junillon, 2/3 - 6 Nikola Karabatic, 0/2 - 7 Sylvain Rognon, 0/0 - 9 Grégory Anquetil, 2/4 ou 2/3, - 10 Laurent Puigségur, 0/1 - 11 Jérôme Fernandez, 9/15 ou 9/14 (dont ? p.) - 13 Andrej Golić, 6/8 (dont 1/1 p.) - 14 Michaël Guigou, 2/4, - 18 Sobhi Sioud, 1/4 - 21 Damien Scaccianoce, 1/1 - Entraîneur : - Patrice Canayer | SO Chambéry - Gardiens de but : - 1 Benoît Varloteaux, 14/25 ou 11 arrêts dt ? p. en 43 min - 12 Fabien Arriubergé, 2/12 ou 3 arrêts dt 0/1 p. en 17 min - Joueurs : - 2 Laurent Busselier, 4/6 (dont 1/1 p.) - 3 Stéphane Moualek, 1/1 - 5 Michaël Delric, 0/0 - 7 Émeric Paillasson, 0/0, - 9 Bertrand Gille, 4/5 ou 4/6, - 11 Daniel Narcisse, 3/10 ou 3/11 - 13 Edouard Moskalenko, 2/5 ou 2/4 - 14 Guillaume Gille, 5/10, - 15 Thomas Molliex, 3/9 ou 3/7 - 17 Benjamin Gille, 0/0 - 18 Marc Wiltberger, 0/0, - 26 Igor Kos, 0/0 - Entraîneur : - Philippe Gardent |

## Vainqueur final
| Coupe de France masculine 2001-2002 Montpellier Handball (4e coupe de France) |

## Sources
- Coupe de France masculine 2001-2002 sur les-sports.info
- « Résultats du troisième tour et tirage des 1/16 de finale », sur Handzone.net, 13 avril 2002 (consulté le 21 février 2019)
- « Résumé des 1/16 de finale : Un gros coup de balai sur la D1 », sur Handzone.net, 13 avril 2002 (consulté le 21 février 2019)
- « 1/8 de finales : Ajaccio frôle l'exploit », sur Handzone.net, 24 mai 2002 (consulté le 21 février 2019)
- « 1/8 de finales : Billy-Montigny (N2) - Nantes (N1) : 25 - 21 (Mi-temps: 13-8) », sur Handzone.net, 26 mai 2002 (consulté le 21 février 2019)
- « 1/8 de finales : USAM Nîmes - ACBB : 24 - 19 (Mi-temps : 13-9) », sur Handzone.net, 26 mai 2002 (consulté le 21 février 2019)
- « 1/8 de finales : Besançon - Dunkerque : 27 - 31 (Mi-temps : 15-15) », sur Handzone.net, 26 mai 2002 (consulté le 21 février 2019)
- « Quart de finale : Montpellier a eu très chaud, mais va en demi ! », sur Handzone.net, 16 juin 2002 (consulté le 21 février 2019)
- « Quart de finale : Saint Mandé – Nîmes 16-29 (mi-temps: 07-16) », sur Handzone.net, 16 juin 2002 (consulté le 21 février 2019)
- « Quart de finale : Créteil - Dunkerque : 31-24 (Mi-temps : 12-11) », sur Handzone.net, 16 juin 2002 (consulté le 21 février 2019)
- « Demi-finale : Montpellier – Créteil : 27 – 25 (Mi-temps : 13-13) », sur Handzone.net, 22 juin 2002 (consulté le 21 février 2019)
- « Résumé de la finale : Montpellier remporte la Coupe de France », sur Handzone.net, 28 juin 2002 (consulté le 21 février 2019)